# Ismaïl Benlamaalem
Ismail Benlmaalam, né le 8 avril 1988 à Casablanca, est un footballeur international marocain évoluant au poste défenseur central.

## biographie

### Club

#### Débuts et Formation au Raja
Naif de Casablanca, il fut formé au Raja Club Athletic et passe par toutes les catégories avant d'intégrer les professionnels en 2009.
Il joue son premier match officiel sous le maillot des Verts contre le nouveau promu FUS de Rabat (victoire 1-0 pour le Raja) et joua sa première rencontre en Ligue des champions en 2009 après que le Raja fut champion la même année. Il fut également champion du Maroc en 2011.

### Sélection nationale
Il fut contacté par le sélectionneur belge de la sélection marocaine Eric Gerets pour deux matchs comptant pour les qualifications du Mondial 2014 au Brésil.
| Caps | Date       | Match                | Lieu      | Score         | Compétition    |
| ---- | ---------- | -------------------- | --------- | ------------- | -------------- |
| 1    | 02/06/2012 | Gambie - Maroc       | Bakau     | 1 - 1         | Elim.CM 2014   |
| 2    | 09/06/2012 | Maroc -Côte d’Ivoire | Marrakech | 2 - 2         | Elim.CM 2014   |
| 3    | 26/06/2012 | Libye - Maroc        | Jeddah    | 0 - 0         | Coupe arabe    |
| 4    | 29/06/2012 | Yémen - Maroc        | Jeddah    | 0 - 4         | Coupe arabe    |
| 5    | 03/07/2012 | Irak - Maroc         | Jeddah    | 1 - 2         | Coupe arabe    |
| 6    | 06/07/2012 | Libye - Maroc        | Jeddah    | 1 - 1 (1-3 p) | Coupe arabe    |
| 7    | 09/09/2012 | Mozambique - Maroc   | Maputo    | 2 - 0         | Elim. CAN 2013 |

## Palmarès
Club
 Raja Club Athletic
- Championnat du Maroc
  - Champion en 2009 et 2011
  - Vice-champion en 2014
- Tournoi Antifi
  - Vainqueur en 2010
- Coupe du monde des clubs
  - Finaliste en 2013

Sélection Nationale
 Maroc
- Coupe arabe des nations de football
  - Vainqueur en 2012